# Okefenokee National Wildlife Refuge
Okefenokee National Wildlife Refuge is een National Wildlife Refuge (NWR) met een oppervlakte van 1.627 km² in de counties Charlton, Ware en Clinch in Georgia en Baker County in Florida, Verenigde Staten. Het National Wildlife Refuge wordt beheerd vanuit kantoren van de United States Fish and Wildlife Service in Folkston, Georgia waar ook het Richard S. Bolt Visitor Center is gevestigd. Het National Wildlife Refuge werd in 1937 opgericht om het grootste deel van de 1.770 km² van het Okefenokeemoeras te beschermen. De naam "Okefenokee", vaak vertaald als "land van bevende aarde", is waarschijnlijk afgeleid van oki fanôːki ("borrelend water") in Hitchiti-Mikasuki (een van de Muskogitalen).
Bijna 400.000 mensen bezoeken het National Wildlife Refuge elk jaar, waardoor het het 16e meest bezochte toevluchtsoord in het National Wildlife Refuge System is. Het is het grootste Amerikaans areaal van alle NWR die niet in een westelijke staat van de Verenigde Staten liggen. In 1999 bedroeg de economische impact van het toerisme in de counties Charlton, Ware en Clinch in Georgia meer dan $ 67 miljoen dollar. Het NR heeft 16 medewerkers met een budget voor het fiscale jaar 2005 van $ 1.451.000. Het kantoor in Folkston beheert ook het Banks Lake National Wildlife Refuge.
Het Okefenokee National Wildlife Refuge omvat de bovenloop van de rivieren Suwannee en St. Marys River. Het NWR biedt een leefgebied voor bedreigde plant- en diersoorten, zoals de kokardespecht, de Lithobates capito, de indigoslang, de Gopherschildpad en de kaalkopooievaar, samen met een grote verscheidenheid aan andere dieren in het wild. Het is wereldberoemd om zijn amfibieënpopulaties die bio-indicatoren zijn van de wereldwijde gezondheid. Het Okefenokee National Wildlife Refuge heeft 1.432 km² National Wilderness Area binnen de grenzen van het National Wildlife Refuge. Bovendien is het NWR een wetland van internationaal belang (Conventie van Ramsar - 1971) vanwege het belang en de waarde van het Okefenokeemoeras op internationale schaal.
Het Okefenokee National Wildlife Refuge is door de Verenigde Staten in 2008 voorgedragen als kandidaat werelderfgoed en wordt geëvalueerd voor erkenning op de 48e sessie van de UNESCO Commissie voor het Werelderfgoed in 2026.